# Kill My Mind
Singles
Two of Us
(2019) We Made It
(2019)
Kill My Mind est une chanson du chanteur anglais Louis Tomlinson sortie le 5 septembre 2019 sous le label Syco Music et apparaît sur l'album Walls.

## Promotion
En juin 2019, Louis Tomlinson annonce son projet de sortir des singles plus fréquemment, ajoutant « En ce moment, il y a trois ou quatre mois d'intervalle [entre mes chansons], alors je pense que je vais en faire deux ou trois à la fois ». Le 29 août 2019, il a posté l'illustration de "Kill My Mind", en écrivant sur les réseaux sociaux : « Je suis si heureux d'annoncer enfin que mon nouveau single #KillMyMind sortira dans une semaine aujourd'hui ! Je suis très heureux que vous sachiez tous sur quoi j'ai travaillé ! ». 

## Contexte
Le chanteur décrit le single comme « une chanson sur le fait de s'amuser et de faire des choses stupides quand on est plus jeune, de passer par une phase expérimentale dans sa jeunesse, et de faire des choses qui ne sont peut-être pas bonnes pour soi, mais qui sont passionnantes ». Il dit que « ce single est le plus fidèle, que j'ai de tous mes singles,  où je me sens le plus à l'aise. C'est le genre d'influences que j'ai et de choses que j'écoutais en grandissant. Je suis très fier et soulagé d'avoir enfin trouvé ma place, ma voie musicale ».

## Clip
Le clip est produit par Charlie Lightening et est sorti le 13 septembre 2019. On y voit le chanteur sur scène, chantant devant une foule de fans, entrecoupé par des scènes d'un couple. Le chanteur déclare « conceptuellement, je voulais que ce soit comme toutes les vidéos d'Oasis que j'aime. Je voulais que ce soit plus proche de la performance. Ne pas trop se concentrer sur la narration. Je pense que nous avons réussi ». 

## Performance
Tomlinson a présenté le titre pour la première fois en direct au Coca Cola Music Experience à Madrid le 14 septembre 2019.